# Alexander Hollanders
Alexander Hollanders, né le 29 mars 1926, à Bruxelles, en Belgique, est un ancien joueur belge de basket-ball. Il est le frère de Henri Hollanders.